# إديسون تيوفيلو سواريس
إديسون تيوفيلو سواريس (30 مايو 1988 في البرازيل – )؛ هو لاعب كرة قدم يلعب كمهاجم لعب سابقاً في نادي الذيد الإماراتي و نادي العروبة السعودي .

## وصلات خارجية
- إديسون تيوفيلو سواريس على موقع رابطة كرة القدم اليابانية للمحترفين (اليابانية)
- إديسون تيوفيلو سواريس على موقع قاعدة بيانات كرة القدم.إي يو (الإنجليزية)
- إديسون تيوفيلو سواريس على موقع Soccerway.com (الإنجليزية)
- إديسون تيوفيلو سواريس على موقع عالم كرة القدم.نت (الإنجليزية)